# Cholet
Cholet is een gemeente in het Franse departement Maine-et-Loire in de regio Pays de la Loire. De gemeente telde 54.074 inwoners op 1 januari 2022. De plaats is de onderprefectuur van het arrondissement Cholet.

## Geschiedenis

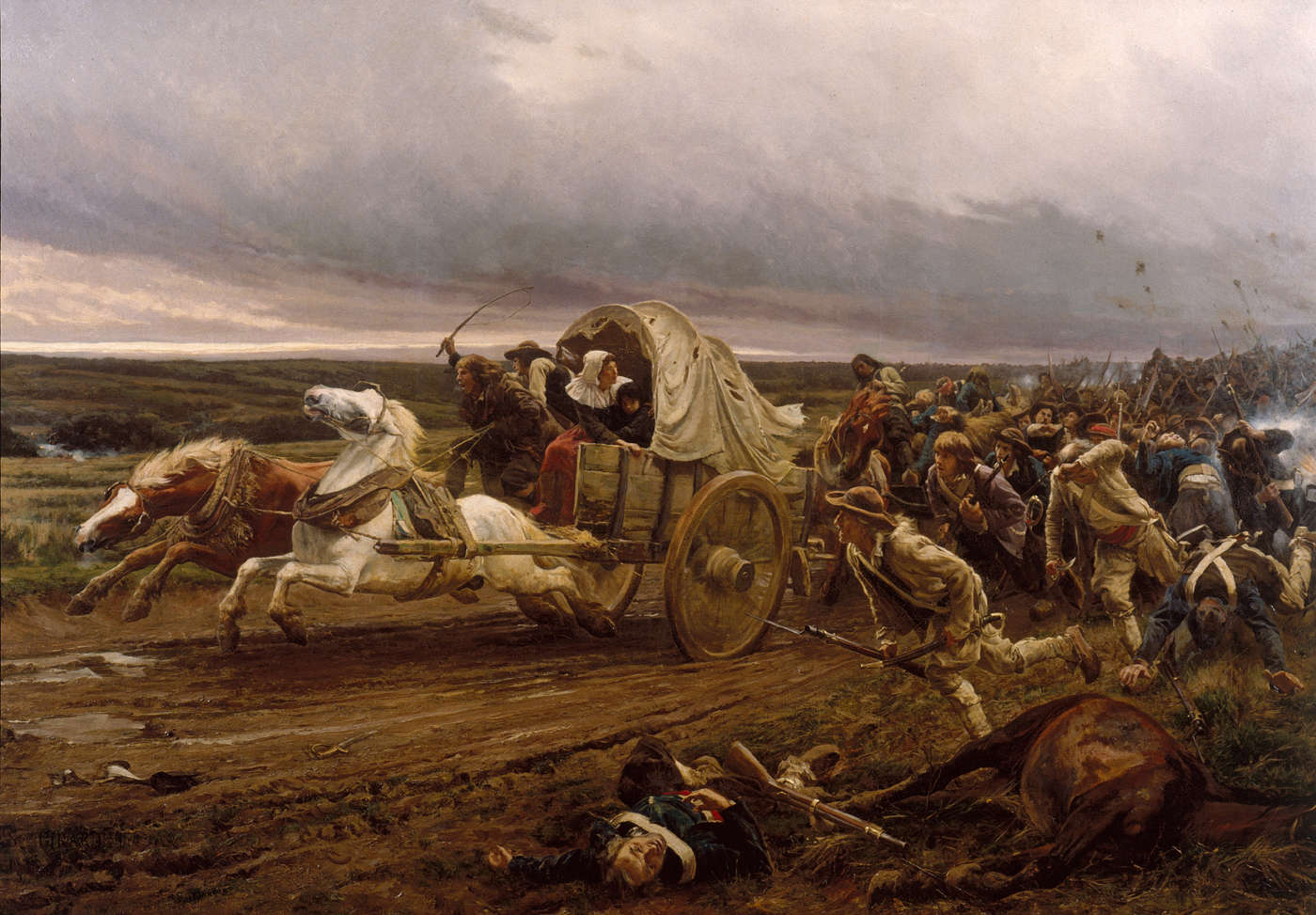
Déroute de Cholet (Jules Girardet)

Rond het jaar 1000 werd een kasteel gebouwd op een heuvel boven de Moine waarrond Cholet is ontstaan. De stad kwam in het bezit van de graven van Anjou en graaf Fulco III van Anjou liet een stadsmuur bouwen. Koning Filips II van Frankrijk liet in 1214 de stad platbranden om te verhinderen dat deze de Engelsen zou steunen. Tijdens de Honderdjarige Oorlog werd het kasteel van Cholet vernield. Het werd heropgebouwd maar werd in 1589 vernield tijdens de Hugenotenoorlogen. In 1696 werd een nieuw kasteel gebouwd dat grotendeels werd vernield na de Franse Revolutie.
In de 16e en 17e bloeide de stad dankzij de textielnijverheid en de handel en Cholet breidde sterk uit. In 1793 werd de stad een centrum van de Opstand in de Vendée. De stad werd slag om slinger door beide partijen veroverd en werd platgebrand. Op 17 oktober 1793 werd er de Slag bij Cholet uitgevochten. In 1801 telde de stad nog maar 2.000 inwoners waar dat er 8.444 waren in 1790. De stad kende een sterke groei in de 19e eeuw, onder andere door de bloeiende textielindustrie. De mouchoirs van Cholet (rood-witte zakdoeken) werden een begrip in Frankrijk, onder andere door het lied Le Mouchoir Rouge de Cholet van Théodore Botrel (1900).

## Geografie
De oppervlakte van Cholet bedroeg op 1 januari 2022 87,47 vierkante kilometer; de bevolkingsdichtheid was toen 618,2 inwoners per km².
De Moine stroomt door de gemeente.
De autosnelweg A87 loopt door de gemeente.
De onderstaande kaart toont de ligging van Cholet met de belangrijkste infrastructuur en aangrenzende gemeenten.

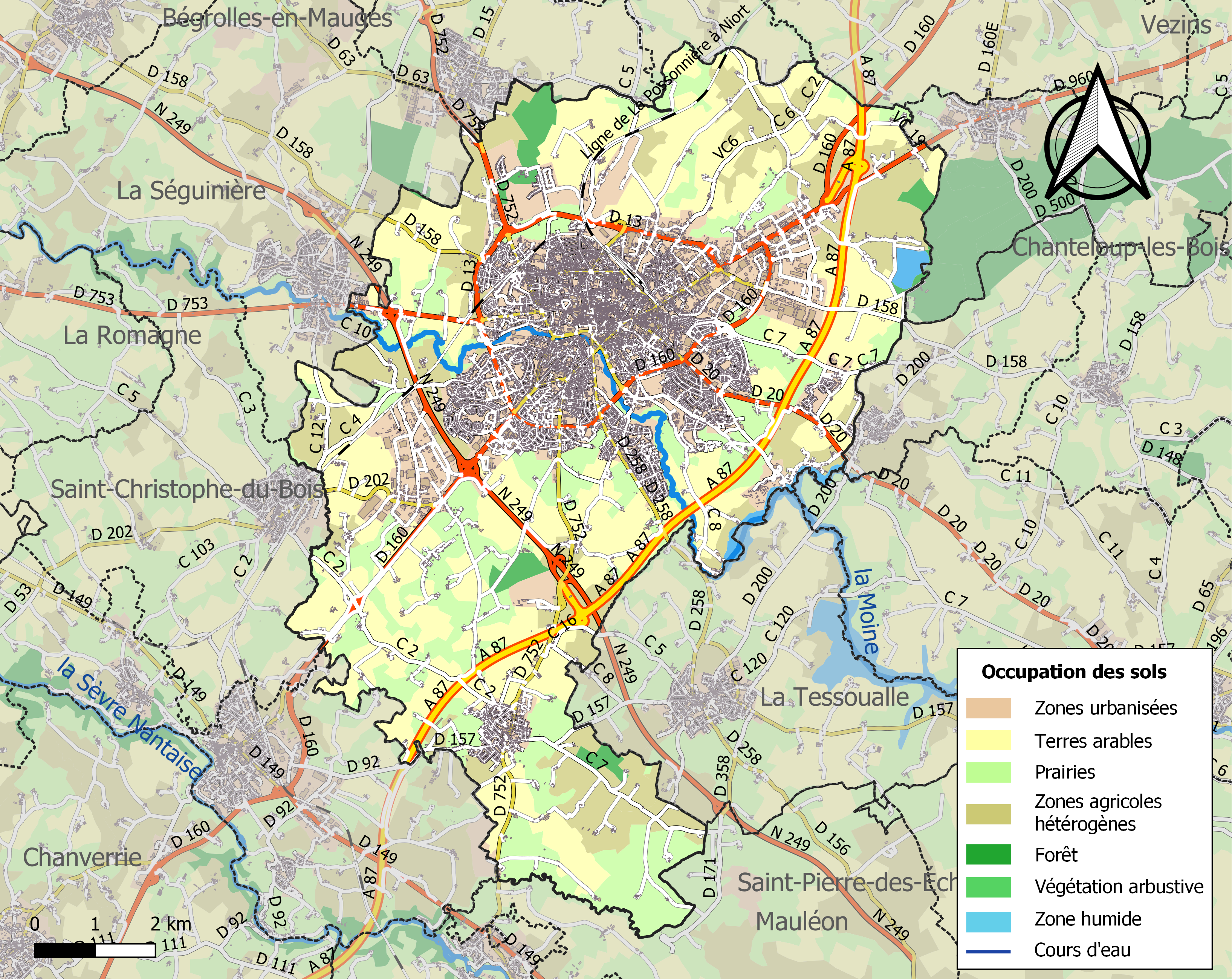

## Demografie
Onderstaande figuur toont het verloop van het inwonertal (bron: INSEE-tellingen).

## Bezienswaardigheden
- Musée du Textile et de la Mode, textiel- en modemuseum ondergebracht in een 19e-eeuws fabriekspand
- Neogotische kerk Notre-Dame met twee torens van 65 m hoog
- Neobyzantijnse kerk Sacré Cœur (1937-1941) ontworpen door Maurice Laurentin
- Grenier à Sel, een 16e-eeuwse toren waarin zout werd opgeslagen in het kader van de gabelle, de zoutbelasting
- Menhir de la Garde
- Menhir La Pierre Plate

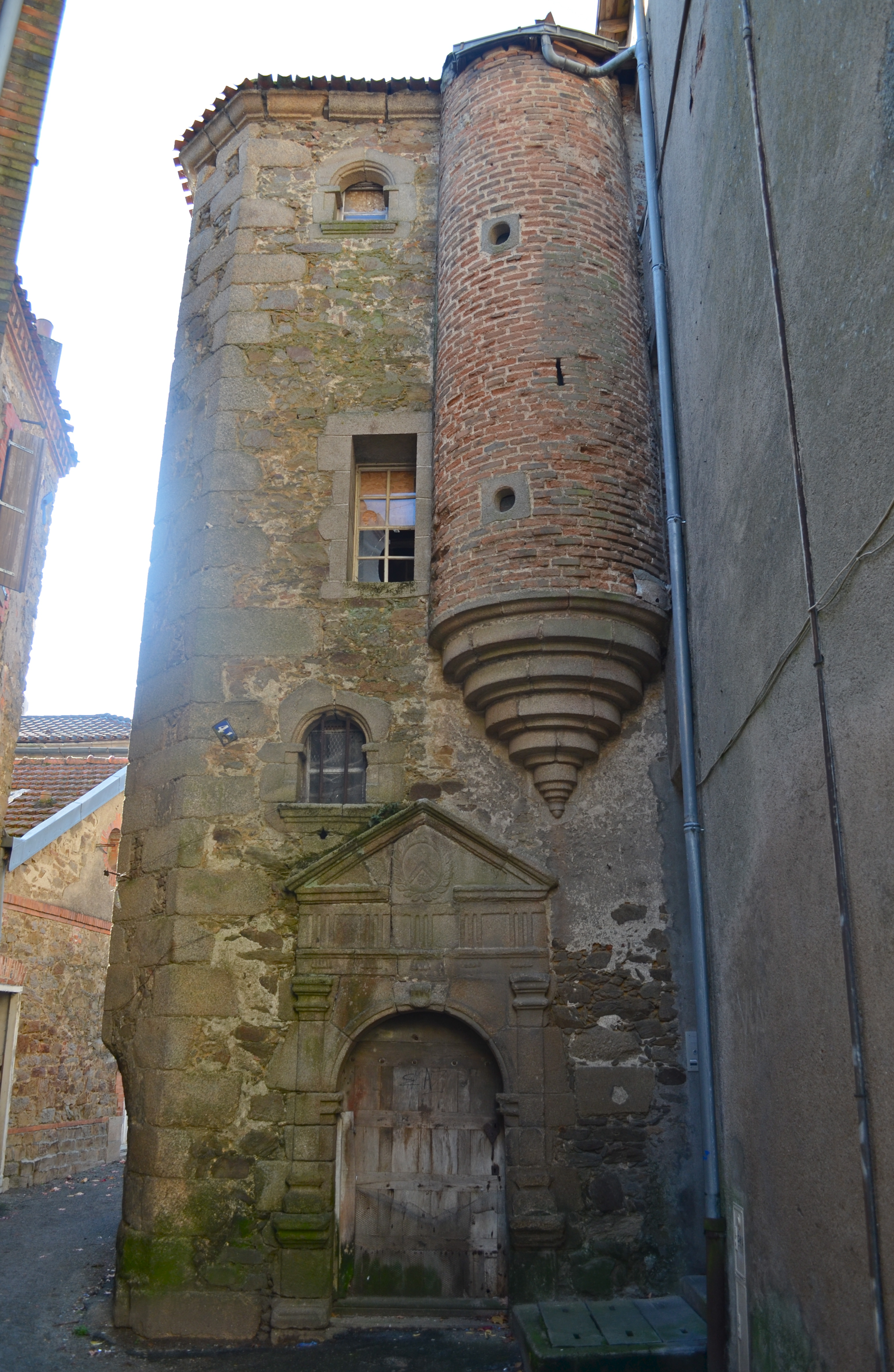
Tour du Grenier à Sel
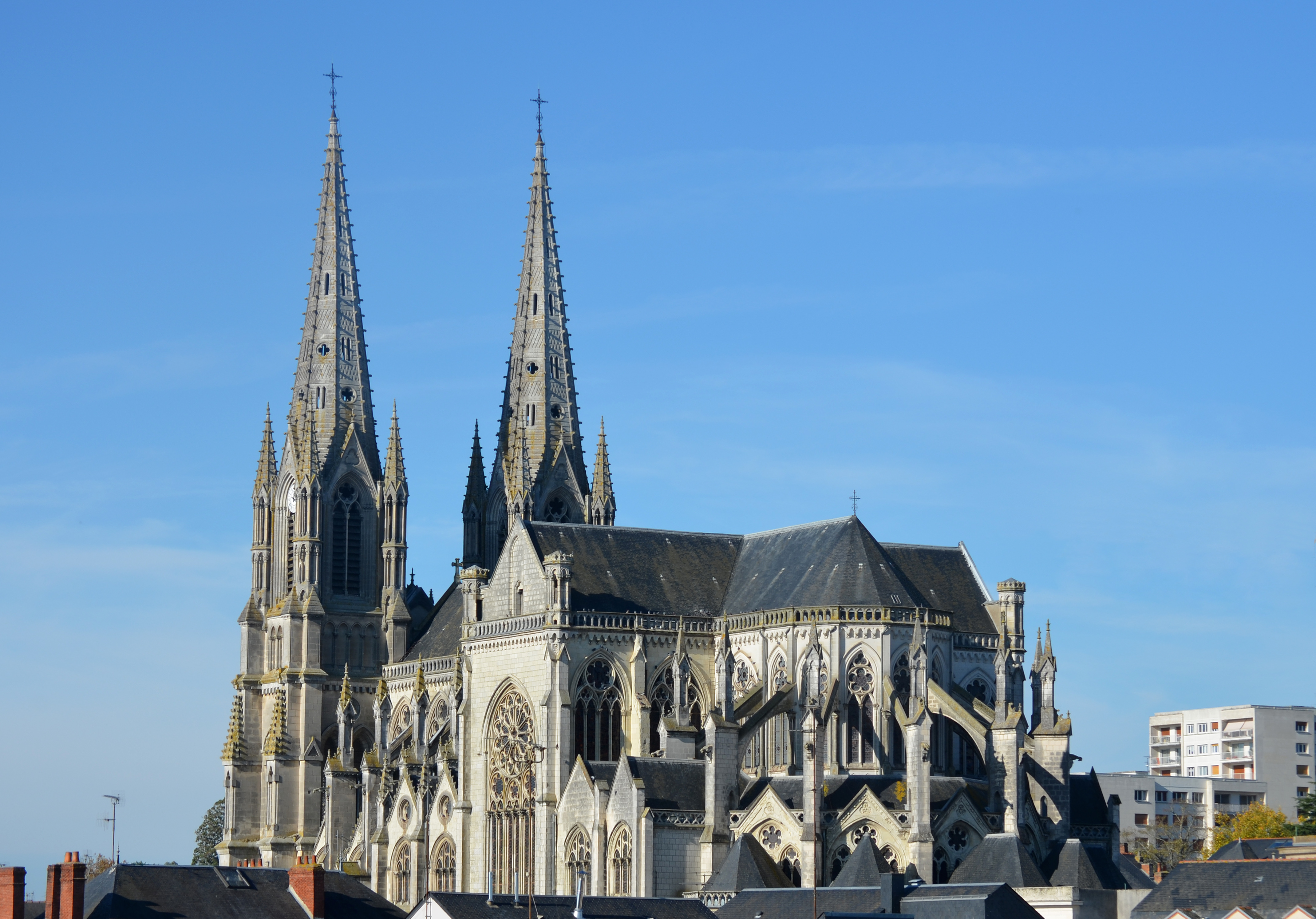
Kerk Notre-Dame
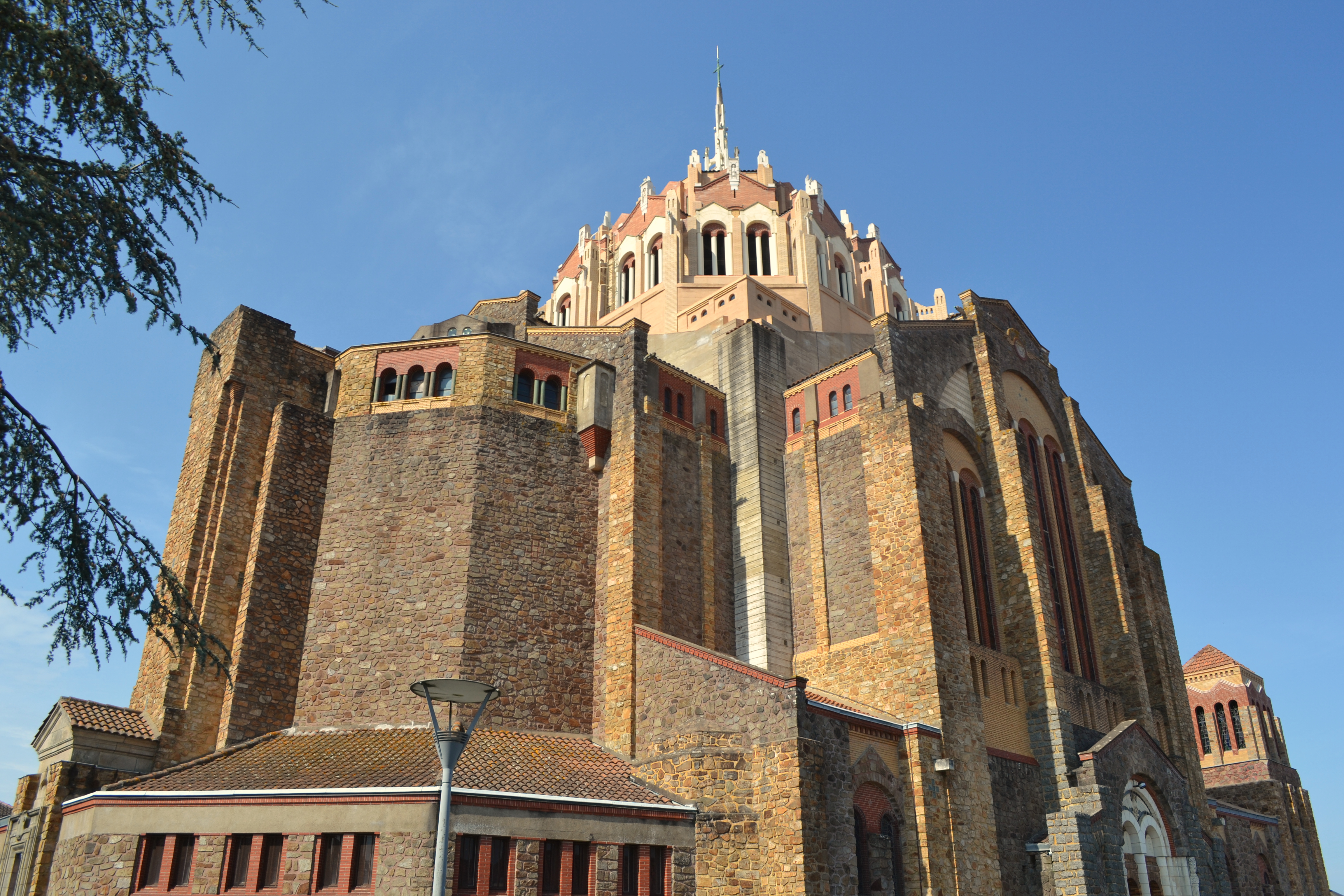
Kerk Sacré Cœur
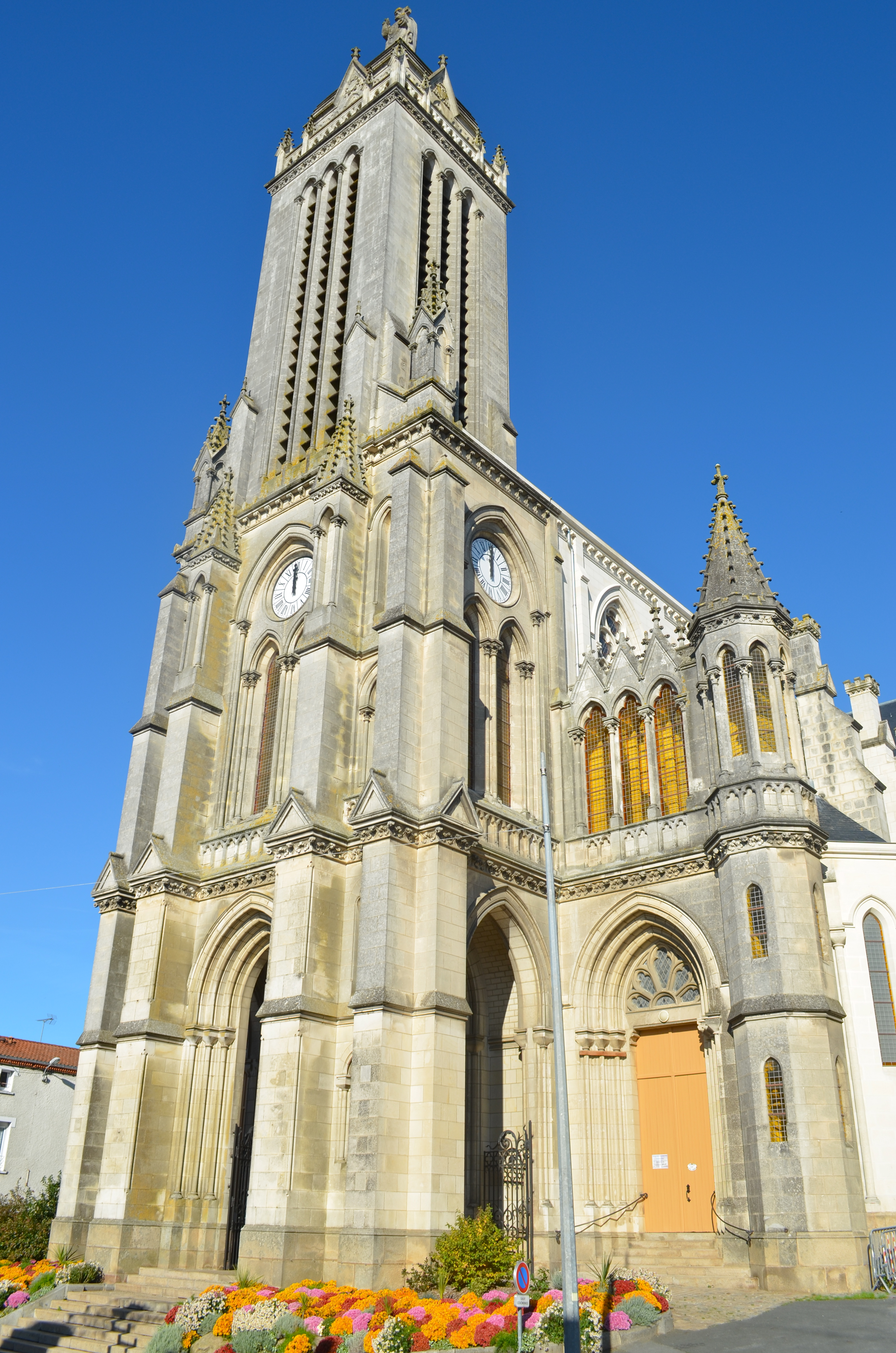
Kerk Saint-Pierre
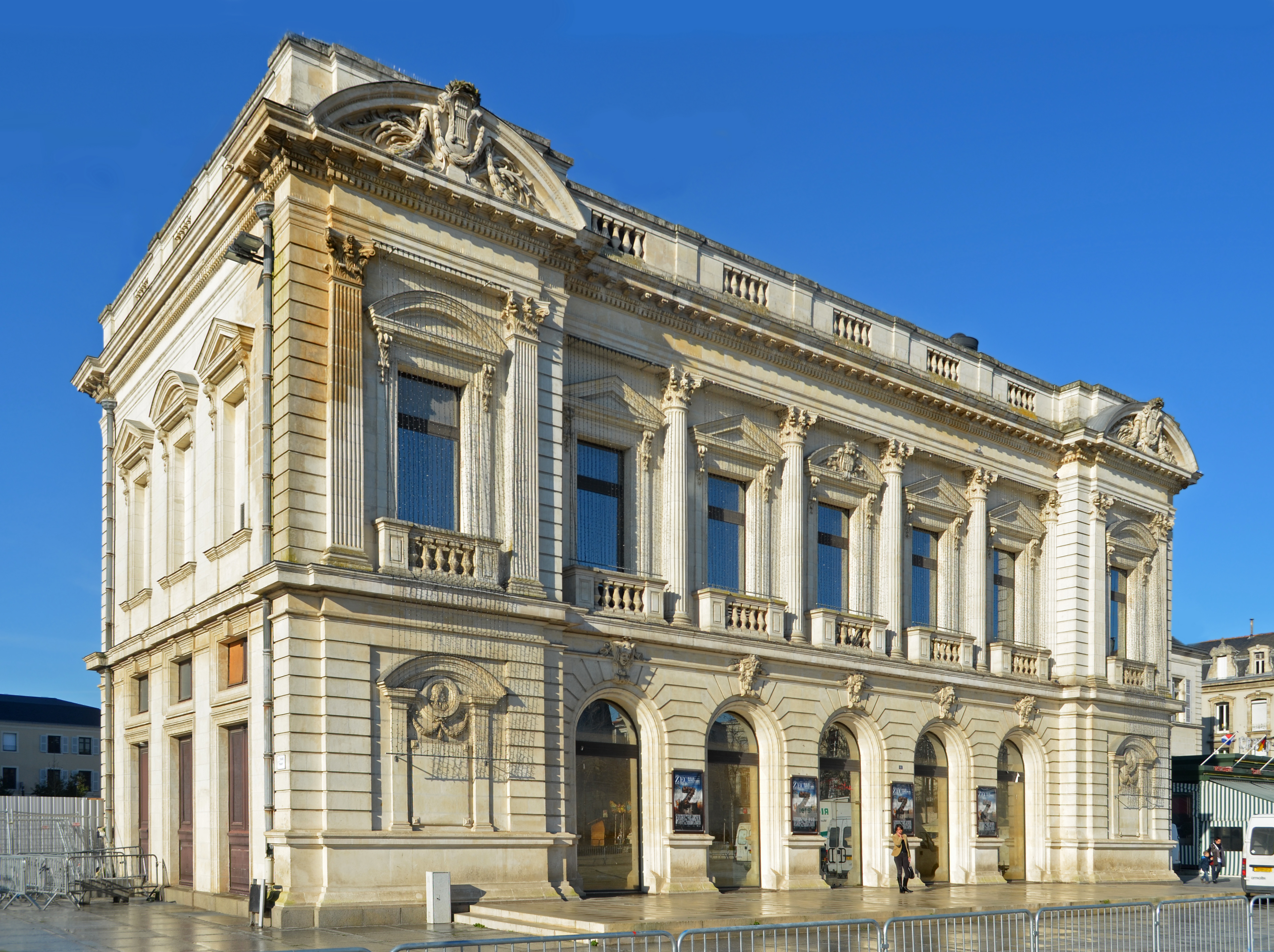
Theater
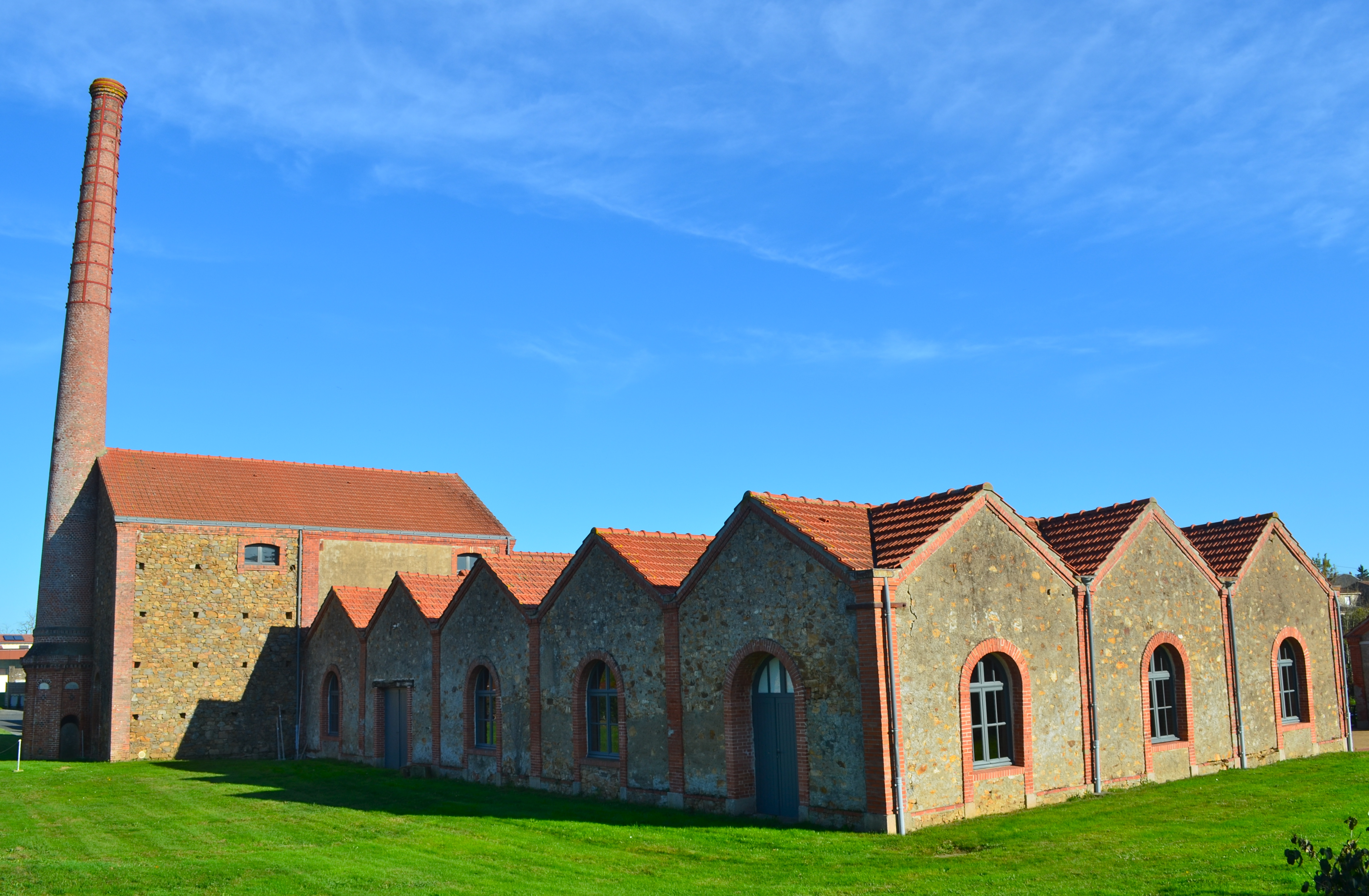
Musée du Textile et de la Mode
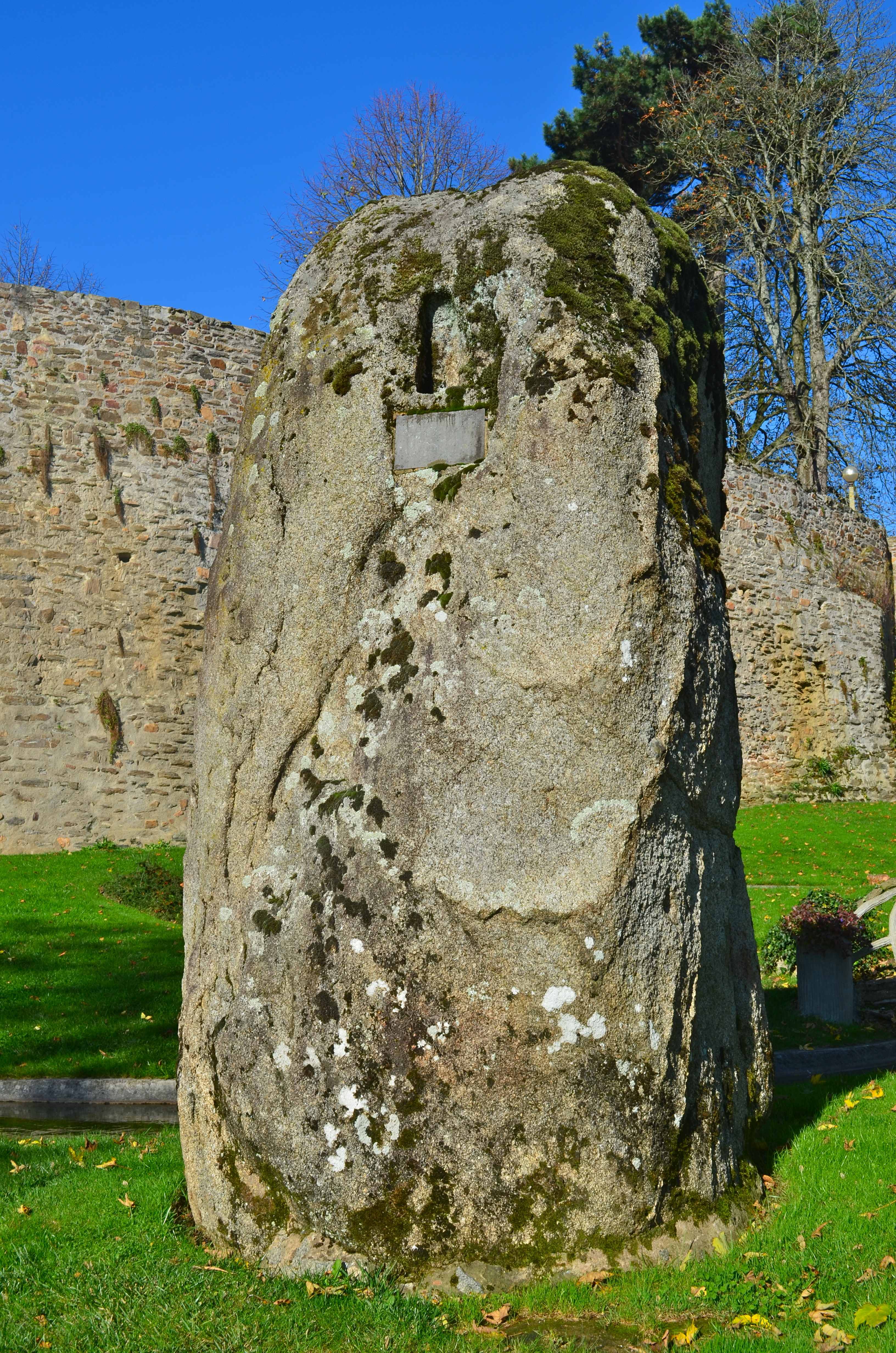
Menhir de la Garde

## Sport
Jaarlijks vindt rondom Cholet de wielerwedstrijd GP Cholet plaats. Daarnaast was Cholet vier keer etappeplaats in de Ronde van Frankrijk. In 1998 won de Nederlander Jeroen Blijlevens er een etappe. In 2018 was Cholet voor het laatst opgenomen in het parcours. BMC Racing Team won er de ploegentijdrit.
SO Cholet is de lokale voetbalclub.

## Geboren
- François Morellet (1926-2016), kunstenaar
- Sébastien Duret (1980), wielrenner
- Simon Pouplin (1985), voetballer